# Big Bands
Big Bands – koncertowy album dokumentujący działalność big bandu, który działał pod kierunkiem i opieką artystyczną muzyka, dyrygenta i aranżera Ryszarda Borowskiego. Zespół, noszący nazwę Big Bang Band (a często nazywany też Big Band Akwarium), powstał przy Jazz Club „Akwarium” w Warszawie, a jego członkami było wielu znanych polskich muzyków jazowych.

## O albumie
Koncerty, których nagrania zamieszczone zostały na płycie, odbywały się w latach 1991–1996. Nie jest znany dokładny skład osobowy rejestrowanego zespołu (podlegał okazjonalnym zmianom, a nic nie wiadomo o jakiejkolwiek dokumentacji). Na CD nagrane zostały dwie suity. Autorem „Aquarium Suite” jest Ryszard Borowski, który wzorem Gila Evansa oraz jego dokonań m.in. w muzyce fusion, połączył tu jazz z muzyką rockową, funkiem czy brzmieniami ambientu. Utwór drugi – „Standard Time Suite”, jest mieszanką jazzowych standardów i krótkich kompozycji Ryszarda Borowskiego.

## Muzycy
- Ryszard Borowski
- Henryk Miśkiewicz
- Mariusz „Fazi” Mielczarek
- Michał Kulenty
- Zbigniew Brzyszcz
- Grzegorz Piotrowski
- Stanisław Mizeracki
- Andrzej Piela
- Andrzej Rękas
- Wojciech „Malina” Kowalewski
- Czesław Bartkowski
- Paweł Perliński
- Fryderyk Babiński
- Arkadiusz Żak
- Andrzej Łukasik
- Cezary Konrad

i inni

## Lista utworów
I. Aquarium Suite (R. Borowski):
- Part 1 – „Pterois volitans”
- Part 2 – „Coryphella verrucosa”
- Part 3 – „Coryphella verrucosa”
- Part 4 – „Eretmochelys imbricata”
- Part 5 – „Hippocampus ramulosus”
- Part 6 – „Balaenoptera musculus”
- Part 7 – „Orcinus orca”

II. Standard Time Suite:
1. „Manhattan”
2. „The Man I Love”
3. „Tico-tico”
4. „Love for Sale”
5. „Peterson’s Love”
6. „M.M.M. czyli Melodyjki Małego Mateuszka”
7. „Summertime”
8. „Chega de Saudade”
9. „Sing, Sing, Sing”

## Informacje dodatkowe
Jazz Club „Akwarium” zakończył działalność w 2000. Wraz z nim przestał istnieć Big Bang Band. W 2006 Ryszard Borowski wraz z grupą młodych muzyków założył zespół, który nazwano Big Band Akwarium.